# えの素
『えの素』（えのもと）は、榎本俊二のギャグ漫画作品である。

## 概要
講談社の漫画雑誌「モーニング」に1997年から2003年まで連載されていた。2000年夏から3ヶ月休載の予定だったが休載期間が延期され2002年4月に復活、2003年に完結した。単行本は全9巻、長期休載の理由は作者の体調不良によるものだったと最終巻の巻末で作者が告白している。
物語の展開は一連性の本編の他、「1話完結型」、「2 - 3話完結型」、「台詞なしの1話完結型」に分類される。台詞なし1話完結型は往年のチャップリンに代表されるサイレント映画の様相を呈しているが、テーマはやはりエログロが主体で愛がテーマの場合もある。
下ネタ、変態、女性蔑視、性行為、性器露出、殺人、暴力、流血、スカトロジーなど過激な描写が多い。
破天荒なギャグは、同業者の中にも多くのファンを生み、連載終了後3年を経て榎本本人以外が本作を素材に描いた作品をまとめた「えの素トリビュート」が2006年10月に出版された。榎本の妻・耕野裕子をはじめ、吉田戦車、鶴田謙二、あさりよしとお、寺田克也、萩尾望都らが執筆している。

## アニメ化
2020年4月、漫画家兼アニメ監督のまがりひろあきを発起人とし、アニメ化を目指したクラウドファンディングがKickstarterにて行われた。2021年1月現在、目標額の250万円を大幅に超過した900万以上がファンドされている。作品はファンド寄贈者への限定公開となり、放送・配信形式での公開は行われない予定。
2022年10月、アニメの完成記念に冒頭部の2分41秒がYouTubeで公開された。

### スタッ
- 監督: まがりひろあき[4]
- アニメーションプロデューサー: 森井ケンシロウ[4]
- 音響監督: 濱野高年[4]
- 美術: 山本陽一朗[4]
- 音楽: 森慎太郎/ミントフォレスト[4]

## 登場人物
声はアニメ版のもの。
前田郷介（まえだ ごうすけ）
声 - 江川央生
本編の主人公。42歳。妻とは離婚し、息子のみちろうと二人暮らし。TSURA社課長だったが、一度解雇されかけた後に清掃課に異動、後に課長に昇任。姉に道江がいる。
バカでデブでスケベで見栄っ張りで大食らいと、一見いいとこなしの中年男だが、誰に対してもそれを隠さず「男とはこういうものだ」を堂々と体現して憚らない。
最終巻で二比のインポテンツを治す為に田村と共に二比の体内に入るが、田村の裏切りによって二比の精子と共に射精されてしまい、タミの卵子に受精して10ヵ月後に二比とタミの息子として出産される。
前田みちろう（まえだ みちろう）
声 - 田中あいみ
郷介の息子で、登場時は9歳。悪戯好きで郷介に負けず劣らずスケベの問題児。学校・登下校中・家・遠足と悪戯をする場所は多岐に渡るが、奇人変人が多い本作の中では亮子には遠く及ばないものの「比較的」常識があり、頭の回転が早い上に器用且つ要領も良いので郷介に的確なアドバイスをしたり、一人だけ痛い目を見ない事もある。又、郷介が自身のふざけや悪事に付き合わせる為に学校のズル休みを許可されると喜ぶが、授業中に自身の研究をしっかり発表し拍手喝采を受けたり、夏休みの宿題を郷介に食べられて廊下に立たされる等、問題児らしからぬ真面目な部分もある。
父の郷介に対してはダメな父と蔑んでいるものの、体を心配して酒を捨てたり、郷介のする事には大抵喜んで付き合う等それなりに慕っている模様。賢いながらも郷介のバカさも受け継いでいる様子で、時々親子揃って痛い目を見たり仲良く死ぬ時もある。
ばあちゃんが死ぬ程大好きで、会うたびばあちゃんに飛びついてはウザがられ手刀で撃退されているが、いくら打ち込まれてめげずに飛びついていく。ばあちゃんの命令にはそれが郷介やじいちゃんを苦しめる結果になろうとも100%従い、持ち前の器用さで成功へと導いていく。
郷介亡き後はばあちゃんと暮らしていたが、二比とタミの息子として生まれた郷介を扱えるのは君しかいない、と乞われて二比家の養子になる。
田村政和（たむら まさかず）
声 - 堀内賢雄
郷介の同僚でTSURA社清掃課員。妻・香織、長女・亮子と暮らしている。
外見は童顔小柄の中年男性だが、エログロと変態（おそらく本作中最高の）の体現者。自分本位であらゆる欲望に忠実であり、その点では郷介と馬が合うようだが、内心は定かではない。
趣味は盗撮と「飾らない本心からのセリフ」の録音。相当の情報通であり、マフィアを脅して実権を握れるほどだが、実は恐妻家で香織にはまったく頭が上がらず、本人はそのことは周囲に知られたくない様子。
最終巻の土壇場で郷介を裏切る。
葛原緑（くずはら みどり）
声 - 日笠陽子
TSURA社清掃課員のOL。左目下のほくろが特徴の美人で、いつもロングヘアをリボンで後ろにまとめている。派手な下着は着けず、綿パンやシンプル、プリント物の趣向。
仕事もかなり出来るが、無口・傲慢・巨乳のサディスト。普段は田村に胸を揉まれても顔色一つ変えないほど冷静沈着だが、キレると女王様に変身し言葉遣いも変わる。鞭の扱いは相当な腕前で、様々な場面で活躍している。郷介と田村の憧れ（と性欲）の的で、度々彼女を巡る対決が描かれている。
ちなみに彼女の名は作中のどこにも登場しないが、ファンサイトのインタビューにおいて、榎本自身が「緑で間違いない」と語っている。
二比ススム（にっぴ すすむ）
声 - 杉田智和
TSURA社清掃課員。入社当初はごく普通の青年だったが、郷介と田村に毒され、次第に本性をあらわし始める。
ブスの恋人（洋子）がいたが老人性愛に目覚め、41話から後に結婚するタミと付き合い始める。その後のタミとの別れとインポテンツ、同性愛などを経て再びタミの元に戻るまでが、物語後半の中心ストーリーとなる。
最終巻においてタミと結婚し長男（郷介）が生まれ、みちろうを養子として迎える。
菖蒲沢ひろみ（しょうぶざわ ひろみ）
TSURA社勤務の23歳のOL。総務課から後に清掃課へ異動。
43話で初登場。郷介に思いを寄せ幾度も過激に迫るが、郷介の「男は追われるより追うもの」という信念により拒絶され続けている。
無鉄砲な行動力があり、弓矢のほか各種飛び道具を自在に操る。85話で郷介の傍に居たい一心で森社長のペニスを切り落とし脅迫、清掃課へ異動することに成功する。
実は処女だが、男性経験が豊富であるかの如く振舞っていた。尿嗜好の性癖がある。インコを飼っている。
打戻タミ（うちもどり たみ）
二比の婚約者で、シリーズ後半ではTSURA社清掃課に採用になる。旦那とはすでに死別、息子はもちろん孫もいる老婆。実はジョージの従姉弟。
垂れた乳房を自由に操り、ロープや鞭の代用から第二の腕としてまで使うことが出来る。ロール（主にペニスを乳房でグルグル巻きにすること）で男女問わずオーガズムに導くことが出来、その性技を買われてTSURA社に入社することになった。
最終巻で二比と結婚し、初夜でインポテンツから回復した二比と交わり妊娠、郷介を出産する。
ちなみに最終話（結婚から約10年後）で、いまだ性的に健在であることを嗅子に見抜かれている。
じいちゃん
郷介の父。
相当な高齢だが、物語中最強の性豪。普段は常にプルプルと震えて動作が遅いが、「東洋の神秘」とまで称された一物を立てた後の動作は誰にも捕捉できず、菖蒲沢のアナル処女、ジュリエッタの処女をはじめ、彼に貫かれた女性（一部男性も含む）は枚挙に暇がない。
ばあちゃん
郷介の母。
長年にわたるじいちゃんの浮気のせいか常に怒り顔。その手刀はじいちゃんに対する制裁をはじめあらゆる物を打ち砕き、それは孫のみちろうに対しても容赦はない。
高齢とは思えないほど行動的で、大声を発して周囲を圧倒することもある。趣味は日本舞踊であるが、一時絵画教室にも通っていた。
森さとる／さとみ（もり さとる／さとみ）
TSURA社6代目社長。ワンマン社長で、よく葉巻を燻らせている。
セーラー服好きの好色家で、会社案内に自分の獣姦姿を載せるほど堂々と振舞っている。
85話で菖蒲沢にペニス（ペニー）を切り取られてしまい、奪還を目論むも99話でペニーは自爆。女性（さとみ）として生きることを選ぶ。
しかしその性欲は衰えるどころか益々勢いを増し、それまでの社長秘書に加えて役員から社員まで性奴隷として扱い、凌辱を極めた。
社長秘書（本名不詳）
TSURA社秘書にして森社長の愛人。眼鏡の似合うスレンダーな女性。
常に森社長に付き従い仕事から性処理まで忠実にこなす。登場当初は真面目な性格で周りに振り回されていたが菖蒲沢によるペニー強奪事件辺りから社長の片腕として果敢に戦うなど心身ともに成長（変態化？）した。
社長がさとみ化してからも立場は変わらず、ペニバン常備で奮闘している。ただしどヘタらしい。
ジョージ
タミに振られ、インポテンツになった二比が知り合ったアメリカ人。結婚相手のフランシス（男性）らと共に二比を同性愛に導いた。
後にドン・ズリネッタによって殺害される。三途の川で会った父・ジョージによってフランシスの浮気とタミとの血縁関係を知らされ、そのまま戻らなかった。
ドン・ズリネッタ
マフィアの大ボス。
娘のジュリエッタがじいちゃんに犯されたことに憤慨し、郷介らを拉致、殺そうとするが、ある秘密を田村に暴かれ立場が逆転してしまう。
ジュリエッタ・デ・ズリネッタ
ドン・ズリネッタの娘。相当のデブだが、全身の贅肉とたるんだ皮をピアスで止めて隠蔽していた。
じいちゃんに処女を奪われ、これが後に郷介らの拉致問題へと発展する。
田村香織（たむら かおり）
田村政和の妻。外見は至って優しげな婦人だが、田村が恐れるおそらく唯一の人物。
夫の悪行に対し、笑顔のまま凄惨なまでの制裁を加える。
田村亮子（たむら りょうこ）
田村政和の長女。父親と正反対の、無垢で純真な女子中学生。父親のいやがらせや森本のところ構わぬオナニーに何度も泣かされている。
複数回登場するキャラクターのなかではほぼ唯一と言っていいほど、まともな感性の持ち主。
森本尊博（もりもと たかひろ）
田村の娘・亮子の恋人で「森本センパイ」と慕われる中学生。
絵に描いたような真面目な風貌の男子だが、想像力たくましく少しでもネタになりそうなものに出会うとオナニーを我慢することができず、ところかまわず始めてしまい、その都度亮子から悲鳴を上げられている。
ハミチンズ
みちろうが大ファンである人気の若手芸人コンビ。上半身は裸、下半身はブリーフのパンツから陰嚢を半分はみ出させている。
決めぜりふは「イクヨ イカナイヨ」。お下劣なダジャレが主なネタだが、ハミチンに対するこだわりや笑いをつくる際のロジックなどに榎本哲学をのぞかせる。
精子
映画『ウディ・アレンの誰でも知りたがっているくせにちょっと聞きにくいSEXのすべてについて教えましょう』のように擬人化がなされており、頭に辮髪状のものをつけた白い人達として表現されている。彼らは劇中でしばしば、メルヘンチックな背景とともに一列になって発射される。
前田道江（まえだ みちえ）
郷介の姉で保険外交員。ありとあらゆる独身男女をお見合いさせるのを生きがいとしている。口調はかなりの毒舌で、葛原の数少ない天敵。
胆島（きもしま）
TSURA社清掃課長。仕事はいつも部下任せで寝ており周りからのけ者にされている、異常な胴長短足。郷介が課長になるので何らかの形で清掃課を去った。
大真面目（おおまじめ）
TSURA社社員で郷介の後輩。名前どおり物語前半において、田村亮子に次ぐまともな感性の持ち主だが、彼女が外人と二股をかけられたことを知った時は、全裸で暴れまわった。菖蒲沢の住んでいるアパートの部屋の下の階の部屋に住んでいる。
その他に、マーラー氏（ビック（TSURA・オブ・アメリカ）社長）、オードリー、パティ、ナンシー・コーマン、ケビン、ジョシュア、ダニー（いずれもTSURA・オブ・アメリカ社員）等、多くの無名の変態達が登場している。

## ○○屋
独特の世界観を持つ本作では、数々の風変わりな職業が登場している。主に店舗を構えている形態と、外で「○○屋ー! 」と大声で叫ぶと出張してきてサービスを提供してくれる形態がある。料金は大半が格安（1円以下の場合もある。）で「安しー! （やしー! ）」と喜ばれている。

### 叫ぶと出張してくる形態
- かつら屋（10話、120円）
- 伐採屋（38話）
- メイク屋（39話）
- フニャチン屋（44話）
- 現像屋（48話）
- ソムリエ屋（49話）
- ネズミ屋（56話、5万 - 160万円）
- 反対屋（64話、200万円）
- 過去屋（69話）
- 賞賛屋（83話、20円）
- 模倣屋（83話、20円）
- 伝染屋（5巻快便スペシャル）
- ジェントル屋（110話）
- クスリ屋（127話）
- ワープ屋（150話、7円/m）
- 杉屋（157話）
- トリ屋（170話、1セント/個）
- 勃たせ屋（191話、10銭）

### その他の形態
- トランポリン屋（21話）売り歩き。
- 辞書屋（21話）売り歩き。
- 性転換屋（25話、26話で出張性転換も行っている）店舗営業。
- ピアス屋（31話）
- まつたけ屋（38話、1000 - 200万円）露店。
- 電報屋（41話）電話で依頼すると、瞬時に配達してくれる。
- テレパシー屋（41話、60円）声でなくテレパシーでしか依頼できない。
- 代弁屋（79話）電話で依頼する。
- 出張マッサージ（84話）
- 出張性感マッサージ（84話）
- 報道屋（94話、他にアナルアナリスト、国際フェラチエストも出演）テレビの中にいて、テレビに向かって依頼するとその通り放送してくれる。
- 何でも屋（6巻、明るい職場計画、各10円）
- ロケット屋（132話）
- 動物屋（156話）
- ゆで卵屋（156話）

## 独特な表現方法
ロッパー
嘔吐する際の擬音。
ボッパー
脱糞する際の擬音。
人文字
アルファベットに似たポーズをとり、台詞や感情を英単語やローマ字で体現する。ナンシー・コーマンは平仮名で人文字を使った。
バッ! バッ!
両掌を前方斜め下に向け肘を曲げ準備し、そのまま肘を伸ばす。これを高速で繰り返すことで喜びを表現する。主に郷介とみちろうが使用した。
通信
モールス信号、狼煙、手旗信号等の視覚信号で台詞を発する。実際の信号とは異なっている。
ペニセスト
ペニス (Penis) の最上級 (Penisest)。勃起具合や性的興奮が最高潮に達することを言う。
フニャチン
ペニスが立たない（インポテンツ）のこと。
ソフペニ
ソフトペニスの事。ペニセスト状態の硬度において用いられる。
その他に様々なマシーンが登場し、登場人物たちの欲望を満たす援助手段となっている。

## その他
- 単行本偶数巻の巻末にはおまけ漫画が2頁程度掲載されている。
- 単行本7巻の巻末には付録でイラスト集が掲載されている。
- 単行本9巻の巻末にはイラストで綴るえの素が掲載されている。
- モーニングの表紙を飾ったのは6年半の連載で僅か2回のみ。
- えの素グッズでテレホンカードが3回作成されたことがある。
- CGアニメを製作する企画があったがいつの間にか闇に葬られていた。